# Myrmecium bifasciatum
Myrmecium bifasciatum  (лат.) — вид мирмекоморфных пауков рода Myrmecium из семейства пауки-коринниды (Corinnidae). Неотропика: Бразилия и Французская Гвиана. Обитают на листьях. 
Полиморфный вид, который благодаря вытянутой форме тела с перетяжками и небольшому округлому стебельчатому брюшку внешне напоминают муравьёв двух видов. Жёлтая морфа паука Myrmecium bifasciatum сходна с муравьями Megalomyrmex, а чёрная морфа похожа на Camponotus.